# Hexahydrát chloridu kobaltnatého
Hexahydrát chloridu kobaltnatého (CoCl2 . 6 H2O) je anorganická sloučenina kobaltu, která tvoří červené krystalky, které se velmi dobře rozpouštějí ve vodě a v alkoholech. Na vzduchu je hexahydrát chloridu kobaltnatého stálý. Tuto sůl bychom měli správně formulovat jako chlorid hexaaquakobaltnatý.

## Použití
Hexahydrát chloridu kobaltnatého se využívá zejména na syntézu další sloučenin a pro průmyslové potřeby.

## Vlastnosti
Nasycený roztok hexahydrátu chloridu kobaltnatého má koncentraci 30,3 % při teplotě 0 °C, 44,6 % při 47,5 °C a 51,48 % CoCl2 při 99 °C. Vodný roztok chloridu kobaltnatého je v oblasti teplotní stability hexahydrátu růžový a obsahuje oktaedrický kationt (hexaaquakobaltnatý), jenž je v rovnováze s menším množstvím tetraedrického (tetraaquakobaltnatého). Strukturní analýza krystalické látky ukázala, že skutečná struktura odpovídá vzorci trans (Co(H2O)4Cl2).2H2O. Při zahřívání se vodné roztoky barví podle koncentrace fialově až modře, což nasvědčuje postupnému přechodu z oktaedrického do tetraedrického uspořádání. Tohoto přechodu lze také dosáhnout přídavkem látek odnímajících vodu. Například při použití chloridu vápenatého růžový roztok zprvu zčervená a působením dalšího chloridu vápenatého nakonec zmodrá, protože se tvoří tetraedrické anionty.

### Rozpustnost CoCl2. 6 H2O
Není správné mluvit o rozpustnosti hexahydrátu chloridu kobaltnatého při 100 °C, neboť při této teplotě hexahydrát neexistuje.

## Příprava
Hexahydrát chloridu kobaltnatého lze připravit reakcí uhličitanu kobaltnatého nebo zásaditých uhličitanů kobaltnatých s roztokem kyseliny chlorovodíkové. Zásaditý uhličitan kobaltnatý připravíme srážením roztoků kobaltnatých solí roztoky uhličitanů alkalických kovů (například uhličitanem sodným). Složení zásaditých uhličitanů kobaltnatých značně závisí na způsobu přípravy. Metoda přípravy hexahydrátu chloridu kobaltnatého s uhličitanem nebo dusičnanem kobaltnatým představuje velmi obecný a široce využitelný postup převádění jedné rozpustné soli v druhou. Je použitelný u všech kovů, které tvoří nerozpustný uhličitan, jenž lze opakovaný promýváním vodou snadno zbavit všech rozpustných sloučenin a poté rozpustit v libovolné kyselině. Zahuštěním roztoku a následnou krystalizací získáme novou sůl. Obdobně by bylo možné u řady kov místo uhličitanu vysrážet nerozpustný hydroxid. Zpravidla ale hydroxidy vznikají v podobě gelů, které nelze dobře promývat ani filtrovat.

## Hydráty chloridu kobaltnatého
V soustavě hydrátu chloridů kobaltnatých existují v teplotním rozmezí 0–100 °C tři krystalické hydráty: pod 48 °C krystalizuje růžový chlorid kobaltnatý hexahydrát, mezi 48–57 °C modročervený chlorid kobaltnatý tetrahydrát, a nad 57 °C se vylučuje dihydrát chloridu kobaltnatého, který je tmavě modro-fialový.

## Chemická rovnováha
Na základě Le Chatelierova principu pokud je chemická rovnováha porušena, musí dojít k jejímu obnovení. V tomto případě je chemická rovnováha této reakce narušena zvyšující se koncentrací jedné z výchozích látek – dochází tedy k posunutí chemické rovnováhy směrem k produktům. Pokud je k modrému komplexnímu aniontu [CoIICl4]2− přidávána voda, dochází opět k nahrazování chloridových aniontů v koordinační sféře Co2+ molekulami vody. Vytváří se oktaedrický komplex [CoIIH2O)6]2+ růžové barvy.
Z toho vyplývá, že zvyšováním koncentrace výchozích látek dochází k posunu chemické rovnováhy ve směru reakce (směrem k produktům – doprava). Naopak pokud se zvýší koncentrace produktů, dochází k posunutí rovnováhy proti směru reakce (směrem k reaktantům – doleva).

## Bezpečnostní informace
- H350i: Může vyvolat rakovinu při vdechování.
- H360F: Může poškodit reprodukční schopnost.
- H302: Zdraví škodlivý při požití.
- H317: Může vyvolat alergickou kožní reakci.
- H334: Při vdechování může vyvolat příznaky alergie nebo astmatu nebo dýchací potíže.
- H341: Podezření na genetické poškození.
- H410: Vysoce toxický pro vodní organismy, s dlouhodobými účinky.

## Bezpečnostní opatření
- P201: Před použitím si obstarejte speciální instrukce.
- P273: Zabraňte uvolnění do životního prostředí.
- P280: Používejte ochranné rukavice.
- P302 + P352: PŘI STYKU S KŮŽÍ: Omyjte velkým množstvím vody a mýdla.
- P304 + P341: PŘI VDECHNUTÍ: Při obtížném dýchání přeneste postiženého na čerstvý vzduch a ponechte jej v klidu v poloze usnadňující dýchání.
- P308 + P313: PŘI expozici nebo podezření na ni: Vyhledejte lékařskou pomoc/ošetření.

## R,S věty
- R 45-60-42/43-50/53-68
- S věty S 53-22-36/37-45-61

## Třídy nebezpečnosti
- T – toxický
- N – nebezpečný pro životní prostředí